# Khu vực sản xuất

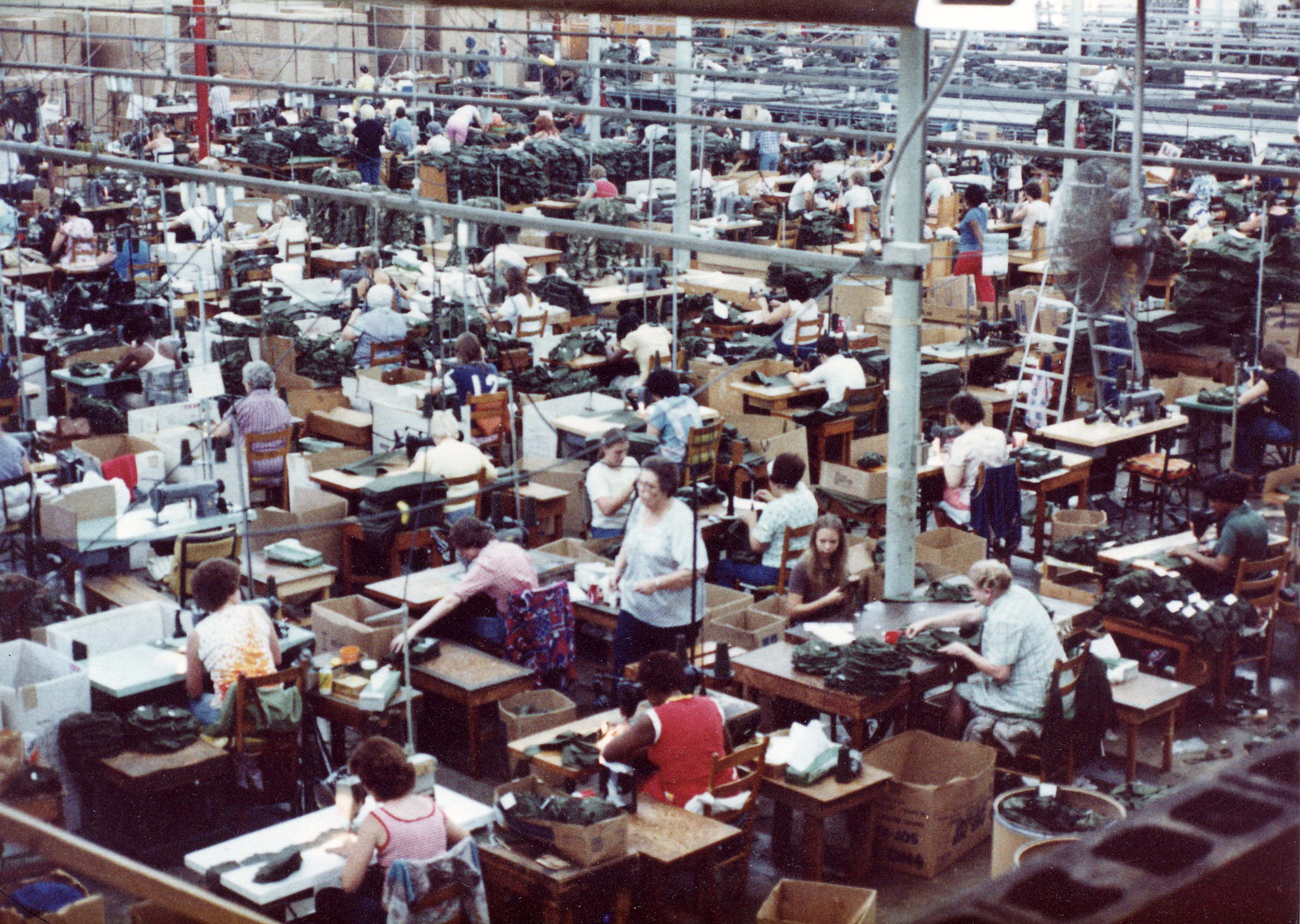

Khu vực sản xuất (tiếng Anh: shop floor) là khu vực của một nhà máy, cửa hàng máy móc, vv nơi mọi người làm việc trên máy móc, hoặc không gian trong một cơ sở bán lẻ nơi bán hàng hóa cho người tiêu dùng. Thuật ngữ Khu vực sản xuất trái ngược với văn phòng, là không gian cung cấp chỗ ở cho quản lý của doanh nghiệp.